# Hermann Leptien
Hermann Leptien – as lotnictwa niemieckiego Luftstreitkräfte z 7 zwycięstwami w I wojnie światowej.
Służył w Jagdstaffel 21w 1917 roku, w jednostce odniósł swoje pierwsze zwycięstwo 3 grudnia nad samolotem Claudon. Od 21 lutego 1918 roku został mianowany dowódcą Jagdstaffel 63. Stanowisko to pełnił do końca wojny odnosząc w jednostce 5 potwierdzonych zwycięstw. 14 sierpnia 1918 roku uzyskał tytuł asa myśliwskiego. W tym dniu zestrzelił asa brytyjskiego z No. 87 Squadron RAF Richarda Alexandera Hewata.